# Ewald von Kleist (Generalfeldmarschall)
Pour les articles homonymes, voir Ewald von Kleist.
 (décembre 2007).
Si vous disposez d'ouvrages ou d'articles de référence ou si vous connaissez des sites web de qualité traitant du thème abordé ici, merci de compléter l'article en donnant les références utiles à sa vérifiabilité et en les liant à la section « Notes et références ».
Ewald von Kleist est un général allemand de la Seconde Guerre mondiale, né le 8 août 1881 à Braunfels an der Lahn et mort vers le 13 novembre 1954 à Vladimir en Union soviétique.
Il a été promu Generalfeldmarschall en février 1943.

## Biographie
Né d'une famille aristocratique, Kleist est éduqué dans une école militaire allemande ; Ewald von Kleist rejoint le 9 mars 1900 le 3e régiment d'artillerie de campagne en tant que porte-drapeau, où il est promu lieutenant le 18 août 1901. Le 22 mars 1914, il fut muté au 1er régiment de hussards du Corps en tant que Rittmeister. Il est chef de corps pendant la Première Guerre mondiale. Il est envoyé sur le front Est et commande un escadron de cavalerie à Tannenberg en 1914.
En 1915, Kleist est promu officier d'état-major avec la 85e division d'infanterie. Il continue à servir en Russie et en 1917 est devenu chef d'état-major de la cavalerie de gardes. Après la signature du traité de Brest-Litovsk en 1918, Kleist est transféré sur le front Ouest. Après la guerre, il devient commandant d’une division de cavalerie, de 1932 à 1935. En août 1939, alors en semi retraite, il est rappelé au service actif à l’âge de 58 ans.
Lors de l’invasion de la Pologne, sous le commandement du général Wilhelm List, il commande le XXII. Armee-Korps (mot.). Le 5 mars 1940, celui-ci devient le Panzergruppe von Kleist, (composé des XIX.Armee-Korps (mot.) (Guderian) et XLI.Armee-Korps (mot.) (Georg-Hans Reinhardt), groupe avec lequel il traverse les Ardennes, franchit la Meuse et atteint la Manche en seulement onze jours. Lors de cette période, il tente de relever Guderian de son commandement après qu'il a désobéi à des ordres visant à stopper son avancée vers la Manche ; le commandant du Groupe d'Armées dont il dépend, Rundstedt, refuse d’entériner ces ordres et les armées franco-britanniques finissent par être prises au piège. Kleist soutenait la décision d'Adolf Hitler, mais Heinz Guderian était furieux en faisant valoir que cela stopperait les chances de l'armée allemande de couper Dunkerque, au corps expéditionnaire britannique. C'est Évacuation de Dunkerque en outre, un grand nombre de français, et anglais, néerlandais, belge, et les troupes polonaises ont été secourus et sont évacués par le port de Dunkerque vers l'Angleterre, où ils se prépareront pour la contre-offensive... quatre ans plus tard.

Le 16 novembre 1940, son unité est renommée Panzergruppe 1, et c'est toujours à sa tête que Kleist participe à l’invasion de la Yougoslavie et de la Grèce en avril 1941. Avec la même unité, il prend part à l’opération Barbarossa à partir de juin 1941, sa formation étant intégrée au groupe d'armées Sud. 

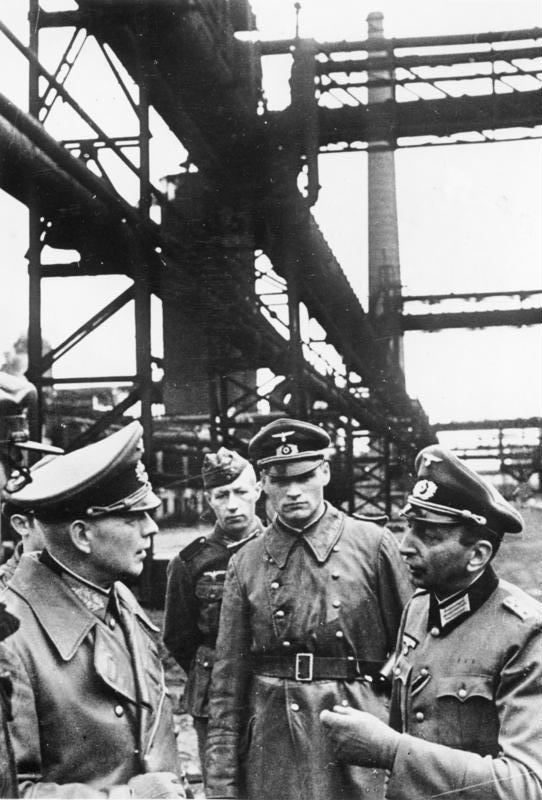
Kleist, alors Generaloberst, visite une usine sidérurgique en Ukraine en novembre 1941.

 Celle-ci est définitivement renommée 1.Panzer-Armee le 25 octobre 1941. Le maréchal Walther von Brauchitsch accueille le colonel général Ewald von Kleist à un aérodrome sur le front de l'Est puis il rencontrera Walter von Reichenau  Le général Ewald von Kleist, donne des ordres au Corps expéditionnaire italien sur le front de l'Est, du commandant de la division italienne «Pasubio», le général Vittorio Giovanelli. La division italienne a été déployée lors des combats à Dnipropetrovsk.
En 1942, dans le cadre de l'opération Fall Blau, la 1.Panzer-Armee qu'il commande envahit le Caucase afin de s’emparer de ses puits de pétrole : Maïkop tombe ainsi aux mains de son unité, mais il ne parvient pas à prendre Bakou, son objectif final, ni Grozny devant laquelle il est arrêté. Le 22 novembre 1942, en pleine contre-offensive soviétique, il reçoit le commandement du groupe d'armées A. Il est promu Generalfeldmarschall le 1er février 1943 après avoir remarquablement conduit la retraite  de ses troupes depuis Soukhoumi jusqu'à la tête de pont du Kouban en coordination avec le Generalfeldmarschall Erich von Manstein, par un temps épouvantable et dans un tourbillon d'attaques soviétiques. Il est relevé de ses fonctions en mars 1944, après qu'il a ordonné à la 8e armée de se replier alors qu’elle est menacée de destruction par les Soviétiques, violant ainsi directement les ordres de Hitler.
Kleist a été arrêté par la Gestapo après le complot de juillet 1944, en raison de sa proximité avec un des principaux conspirateurs, son cousin Ewald-Heinrich von Kleist-Schmenzin. Aucun lien n'a pu être établie entre Kleist, d'une part, et, d'autre part, Claus von Stauffenberg puis au général Friedrich Olbricht, le colonel Albrecht Ritter Mertz von Quirnheim et le lieutenant Werner von Haeften ; innocenté, il a été libéré.
Kleist est capturé par les troupes américaines en 1945. En 1946, il est envoyé en Yougoslavie communiste pour faire face à des allégations de crimes de guerre. En 1948, il est extradé en Union soviétique où on le condamne à dix ans de prison en 1952, pour crimes de guerre. Passé par la prison de Boutyrka, la prison de Lefortovo et la prison centrale de Vladimir, où il est transféré après la mort de Staline en mars 1954. Il meurt d'artériosclérose en captivité à la prison de Vladimir en 1954 et son corps est jeté dans une fosse commune du cimetière municipal de Vladimir. Il a été le plus haut gradé allemand à mourir en captivité en Union soviétique.

## Décorations
- Croix de fer (1914) 2e et 1re classes
- Ordre du Mérite militaire de Bavière
- Croix hanséatique de Hambourg
- Croix du Mérite militaire d'Autriche-Hongrie 3e classe
- Médaille de service de longue durée de la Wehrmacht 4e à 1re classes
- Agrafe de la croix de fer (1939) 2e et 1re classes
- Croix de chevalier de la croix de fer avec feuilles de chêne et glaives
  - Croix de chevalier de la croix de fer le 15 mai 1940[6]
  - 72e feuilles de chêne le 17 février 1942[6]
  - 60e glaives le 30 mars 1944[6]
- Médaille du Front de l'Est
- Großkreuz des Ungarischen Verdienstordens mit Schwertern
- Ordre de Michel le Brave 2e et 1re classes
- Militärorden von Savoyen Kommandeurkreuz
- Mentionné dans le Wehrmachtbericht les 10 avril 1941 ; 13 avril 1941 ; 26 août 1941 ; 27 août 1941 ; 11 octobre 1941 ; 12 octobre 1941 ; 22 novembre 1941 ; 30 mai 1942 ; 19 août 1943 et 9 octobre 1943